# Chevrolet Townsman
De Chevrolet Townsman was een productlijn van Chevrolet. De wagen was in eerste instantie bedoeld als een stationwagenversie van de Chevrolet Bel Air, echter werd dit uiteindelijk afgescheiden tot een eigen productlijn.